# Hombergshausen
Hombergshausen ist ein Stadtteil von Homberg (Efze) im nordhessischen Schwalm-Eder-Kreis. Zum Ort gehört die 1928 gegründete Nebenerwerbssiedlung Lengemannsau.

## Geographische Lage
Hombergshausen liegt an den nördlichen Ausläufern des Knüllgebirges knapp fünf Kilometer (Luftlinie) nordöstlich der Kernstadt von Homberg. Das Dorf befindet sich am kleinen Rhünda-Zufluss Tiefenbach zwischen dem Ziegenkopf (370,3 m) im Nordwesten, dem Kehrenberg (374,9 m) im Osten und dem Mosenberg (437,5 m) im Südwesten.
Durch das Dorf verläuft die Landesstraße 3149 (Falkenberg-Mosheim), auf die dort die Kreisstraße 23 stößt; letztere hat Anbindung an die L 3224 (Homberg-Ostheim). Knapp 2,5 km (Luftlinie) östlich liegt der Goldbergsee, ein ehemaliger Braunkohletagebau und heutiges Naturschutzgebiet.

## Geschichte
Die älteste bekannte schriftliche Erwähnung von Hombergshausen erfolgte im Jahr 1269 unter dem Namen Wanbergehusen, als dortiger Grundbesitz dem neu gegründeten Prämonstratenserinnenstift St. Georg in Homberg von seinem Gründer, dem Propst Arnold des Chorfrauenstifts Eppenberg, übertragen wurde.
In historischen Dokumenten ist der Ort unter folgenden Ortsnamen belegt (in Klammern das Jahr der Erwähnung): Wanbergehusen, Waneborgehusin (1269), Wombergehusin (1312), Womborgehusin (1322), Wonburgehusen (1350), Hombergehusen (um 1490), Wombergehußen (1498), Hombergehausen (um 1510), Hombergenhusen (1528), Homerhausen (1537), Hombrechtshaussen (1547), Homershaussen (1547), Hombergshusen (1551), Hommershausen (1562), Homberhausen (1572), Hombergenhausenn (1575/85), Homberhusen (1585), Homberßhausen (1607), Hombergkhausen (1607), Hombergshausenn (1772).
Ein freies Gut im Ort ist sowohl 1461 als auch noch 1562 im Besitz des Tilo von Wehren bzw. seiner Nachfahren beurkundet. 1564 sind die Herren von Lehrbach als Lehnsbesitzer von zwei Dritteln des Dorfs bekundet. Im Jahre 1637 wurde das bisherige Mannlehen des Guts in Hombergshausen durch Landgraf Georg II. von Hessen-Darmstadt in ein Erblehen für Melchior (III.) von und zu Lehrbach (1581–1647) umgewandelt. Bereits fünf Jahre später, 1642, verkaufte sein Sohn Reinhard Adolf von Lehrbach, um Schulden zu tilgen, das Gut an Andreas Baurmeister, und dieser veräußerte es weiter an den Steuerrat Schantz. Teile des Zehnten im Hombergshausen standen als hersfeldisches Lehen spätestens ab 1491 und bis 1520 dem Henne Holzsadel zu, dann bis 1528 denen von Reckrodt (Reckerode ?), 1528 bis 1551 denen von Lehrbach und danach bis 1823 denen von Baumbach; ab 1663 war dies landgräfliches Lehen.

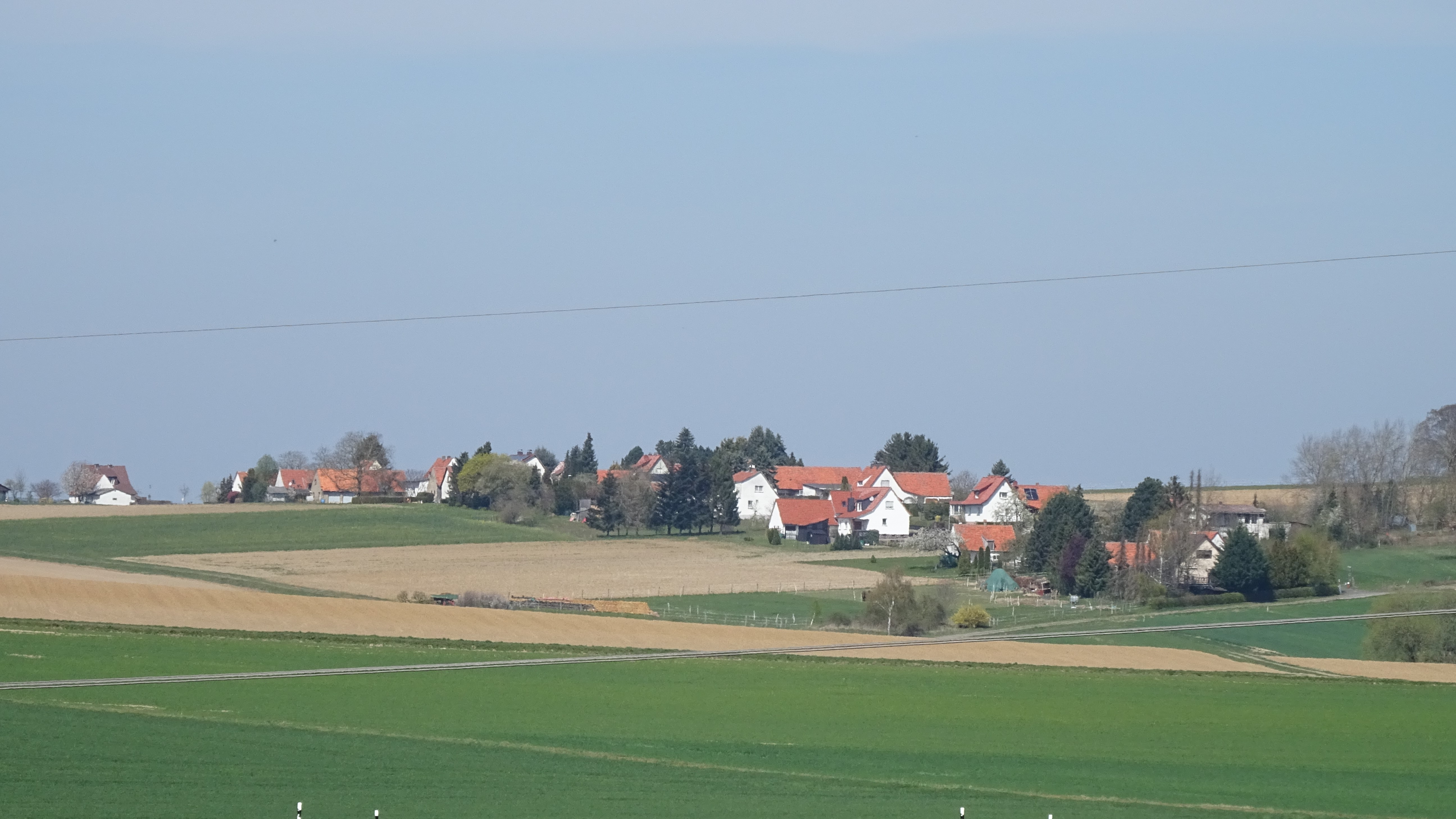
Lengemannsau von Süden

Im Jahr 1933 wurde in der Gemarkung von Hombergshausen, etwa 1 km südlich des Dorfs (51° 3′ 36″ N, 9° 26′ 45″ O), die zur Seidenraupenzucht vorgesehene Nebenerwerbssiedlung Lengemannsau mit 20 Siedlerstellen gegründet, aber die klimatischen Bedingungen im auf der zugigen Höhe des Homberger Hochlands gelegenen Ort standen einem Erfolg des Unterfangens im Wege. Der Landeigentümer Carl Lengemann beschloss gegen Ende der 1920er Jahre, eine Seidenraupenzucht zu etablieren und dazu eine Siedlung mit 20 Siedlerstellen anzulegen. In der von ihm gegründeten Gemeinnützigen Genossenschaft Lengemannsau schlossen sich mehrheitlich erwerbslose Familien zusammen. Jede sollte ein Haus mit Nebengebäuden und einen Hektar Land erhalten, worauf jeweils 10.000 noch anzupflanzende Maulbeerbäume die Ernährung von bis zu 400.000 Seidenraupen sichern sollten. Aber die Genossenschaft ging schon sehr schnell in Konkurs, und auch eine daraufhin neu gegründete Siedlungsgenossenschaft überlebte nicht lange, woraufhin die „Hessische Heimstätte“ die 20 Häuser bauen ließ. Die Siedler machten dann das ihnen zugewiesene Land in mühsamer Handarbeit zu kleinen Äckern. Elektrizität und fließendes Wasser kamen erst lange nach dem Ende des Zweiten Weltkriegs in die kleine Siedlung.
Zum 31. Dezember 1971 wurde die bis dahin selbständige Gemeinde Hombergshausen im Zuge der Gebietsreform in Hessen als Stadtteil der Stadt Homberg, Bezirk Kassel, heute Homberg (Efze), auf freiwilliger Basis eingegliedert. Für Hombergshausen, wie für die in der Kreisstadt Homberg (Efze) eingegliederten ehemals selbständigen Gemeinden (Stadtteile), wurden Ortsbezirke mit Ortsbeirat und Ortsvorsteher nach der Hessischen Gemeindeordnung gebildet.

## Bevölkerung

### Einwohnerstruktur 2011
Nach den Erhebungen des Zensus 2011 lebten am Stichtag, dem 9. Mai 2011, in Hombergshausen 105 Einwohner. Darunter waren 3 (= 2,9 %) Ausländer. Nach dem Lebensalter waren 9 Einwohner unter 18 Jahren, 39 zwischen 18 und 49, 27 zwischen 50 und 64 und 30 Einwohner waren älter. Die Einwohner lebten in 45 Haushalten. Davon waren 12 Singlehaushalte, 12 Paare ohne Kinder und 15 Paare mit Kindern, sowie 6 Alleinerziehende und keine Wohngemeinschaften. In 12 Haushalten lebten ausschließlich Senioren und in 21 Haushaltungen lebten keine Senioren.

### Einwohnerentwicklung
| Quelle: Historisches Ortslexikon |                                        |
| • um 1490:                       | eine wehrhafte Mannschaft.             |
| • 1537:                          | zwei Hübner (drei landgräfliche Huben) |
| • 1575/85:                       | 7 Hausgesesse                          |
| • 1742/47:                       | 3 Häuser                               |

| Hombergshausen: Einwohnerzahlen von 1772 bis 2015 | Hombergshausen: Einwohnerzahlen von 1772 bis 2015 | Hombergshausen: Einwohnerzahlen von 1772 bis 2015 | Hombergshausen: Einwohnerzahlen von 1772 bis 2015 | Hombergshausen: Einwohnerzahlen von 1772 bis 2015 |
| --- | ------------------------------------------------- | ------------------------------------------------- | ------------------------------------------------- | ------------------------------------------------- |
| Jahr |                                                   |                                                   |                                                   | Einwohner                                         |
| 1772 | 1772                                              |                                                   | 33                                                | 33                                                |
| 1800 | 1800                                              |                                                   | ?                                                 | ?                                                 |
| 1834 | 1834                                              |                                                   | 72                                                | 72                                                |
| 1840 | 1840                                              |                                                   | 85                                                | 85                                                |
| 1846 | 1846                                              |                                                   | 79                                                | 79                                                |
| 1852 | 1852                                              |                                                   | 74                                                | 74                                                |
| 1858 | 1858                                              |                                                   | 69                                                | 69                                                |
| 1864 | 1864                                              |                                                   | 94                                                | 94                                                |
| 1871 | 1871                                              |                                                   | 78                                                | 78                                                |
| 1875 | 1875                                              |                                                   | 86                                                | 86                                                |
| 1885 | 1885                                              |                                                   | 88                                                | 88                                                |
| 1895 | 1895                                              |                                                   | 78                                                | 78                                                |
| 1905 | 1905                                              |                                                   | 68                                                | 68                                                |
| 1910 | 1910                                              |                                                   | 74                                                | 74                                                |
| 1925 | 1925                                              |                                                   | 113                                               | 113                                               |
| 1939 | 1939                                              |                                                   | 189                                               | 189                                               |
| 1946 | 1946                                              |                                                   | 282                                               | 282                                               |
| 1950 | 1950                                              |                                                   | 241                                               | 241                                               |
| 1956 | 1956                                              |                                                   | 190                                               | 190                                               |
| 1961 | 1961                                              |                                                   | 169                                               | 169                                               |
| 1967 | 1967                                              |                                                   | 165                                               | 165                                               |
| 1980 | 1980                                              |                                                   | ?                                                 | ?                                                 |
| 1990 | 1990                                              |                                                   | ?                                                 | ?                                                 |
| 2000 | 2000                                              |                                                   | ?                                                 | ?                                                 |
| 2011 | 2011                                              |                                                   | 105                                               | 105                                               |
| 2015 | 2015                                              |                                                   | 115                                               | 115                                               |
| Datenquelle: Historisches Gemeindeverzeichnis für Hessen: Die Bevölkerung der Gemeinden 1834 bis 1967. Wiesbaden: Hessisches Statistisches Landesamt, 1968. Weitere Quellen: ; Zensus 2011; Stadt Homberg (Efze) |                                                   |                                                   |                                                   |                                                   |

### Historische Religionszugehörigkeit
| Quelle: Historisches Ortslexikon |                                                                    |
| • 1861:                          | alle Einwohner evangelisch-reformiert                              |
| • 1885:                          | 88 evangelische (= 100 %) Einwohner                                |
| • 1961:                          | 138 evangelische (= 81,66 %), 31 katholische (= 18,34 %) Einwohner |

### Historische Erwerbstätigkeit
| • 1961: | Erwerbspersonen: 31 Land- und Forstwirtschaft, 31 Produzierendes Gewerbe, 3 Handel und Verkehr, 8 Dienstleistungen und Sonstiges. |

## Politik
Für Hombergshausen besteht ein Ortsbezirk (Gebiete der ehemaligen Gemeinde Hombergshausen) mit Ortsbeirat und Ortsvorsteher nach der Hessischen Gemeindeordnung. Der Ortsbeirat besteht aus fünf Mitgliedern. Bei den Kommunalwahlen in Hessen 2021 betrug die Wahlbeteiligung zum Ortsbeirat Hombergshausen 65,17 %. Alle Kandidaten gehörten der „Freien Wählergemeinschaft Hombergshausen“ an. Der Ortsbeirat wählte Jochen Wolafka zum Ortsvorsteher.

## Regelmäßige Veranstaltungen
In Hombergshausen findet seit 2004 (mit einer Unterbrechung 2016) an einem Sommerwochenende auf dem Grünhof, einem alten Hofgelände am Mosenberg, das Open-Air Musikschutzgebiet-Festival statt, veranstaltet von dem gemeinnützigen Verein Musikschutzgebiet e. V.

## Persönlichkeiten
- Walter Ludwig Beuther (1816–1874), Landwirt, Bürgermeister und Mitglied der kurhessischen Ständeversammlung